# 丝毛瑞香
丝毛瑞香（学名：Daphne holosericea）为瑞香科瑞香属下的一个变种。

## 变种
- 五出瑞香（学名：Daphne holosericea var. thibetensis）为瑞香科瑞香属下的一个变种。
- 少丝毛瑞香（学名：Daphne holosericea var. wangiana）为瑞香科瑞香属下的一个变种。